# Bjørn Johnsen
Bjørn Johnsen est un footballeur international norvégien, né le 6 novembre 1991 à New York. Il joue au poste d'avant-centre au Torpedo Koutaïssi.

## Biographie

### Jeunesse
Né à New York d'un père norvégien et d'une mère américaine, Bjørn Johnsen grandit en Caroline du Nord. Il rejoint la Broughton High School de Raleigh, où il joue dans l'équipe de football de l'école, les Wolverines.

### En club

#### Débuts dans les divisions inférieures en Europe
Il rejoint la Norvège à l'âge de seize ans et, intègre les rangs de l'équipe junior du FK Lyn en 2009, puis celle de Vålerenga l'année suivante, avant d’intégrer en 2011 les rangs du FK Tønsberg. En novembre 2011, il s'engage avec le club espagnol du CD Úbeda Viva, évoluant en première division andalouse puis, en janvier 2012, il signe dans le club de quatrième division espagnole de l'Antequera CF (en). Huit mois plus tard, le 5 août 2012, Johnsen rejoint l'Atlético Baleares, club de Segunda División B, où il évolue aux côtés de Wálter Pandiani.
La saison suivante, il joue dans les rangs du club portugais du Louletano DC  puis, le 17 juillet 2014, il signe un contrat de deux ans avec l'Atlético Clube de Portugal. En août, il remporte le prix du joueur du mois de Segunda Liga, après avoir inscrit neuf buts en cinq rencontres. Ses performances lui valent d'être observé par le Benfica, le Sporting CP et Belenenses, mais aucune offre de transfert n'est émise. Une offre du Benfica de 300 000 €, assortie du transfert de deux joueurs, aurait été émise, selon la presse portugaise, mais l'Atlético l'a refusé, souhaitant 500 000 €.

#### Passage en Bulgarie et en Écosse
Après trente-et-un matchs et seize buts avec l'Atlético, Johnsen rejoint l'équipe bulgare du Litex Lovech où il signe un contrat de deux ans et demi. Il fait ses débuts, le 28 février 2015, dans une rencontre qui se termine sur une victoire à domicile, un but à zéro, contre le Ludogorets Razgrad. Le 23 mai, il inscrit un triplé dans un match contre le même adversaire dans une rencontre se terminant sur le score de quatre buts à deux.
Le 22 juillet 2016, Johnsen rejoint Heart of Midlothian pour un contrat de trois ans. Il fait ses débuts le 20 août 2016, lors d'une victoire cinq buts à un sur Inverness Caledonian Thistle joué au Tynecastle Stadium. Entré en cours de match, il effectue une passe décisive pour Sam Nicholson.

#### Déception en MLS
En février 2021, Johnsen rejoint le CF Montréal, franchise de Major League Soccer, avec un contrat de deux ans, assortie d'une année supplémentaire en option.
Touché par la Covid longue contractée en décembre 2021 et blessé tout au long de la saison 2022, Johnsen ne participe à aucune rencontre avec le CF Montréal cette année-ci. À l'issue de l'exercice, son contrat n'est pas renouvelé par la franchise québécoise.

#### Retour aux Pays-Bas
Il retourne aux Pays-Bas le 31 janvier 2023 et s'engage jusqu'au terme de la saison 2022-2023 avec le SC Cambuur,. Après deux rencontres où il reste muet, il enchaîne ensuite les bonnes performances et inscrit quatre buts en autant de matchs, un record inédit pour un joueur du SC Cambuur,,.

#### Deuxième passage en Corée du Sud
N'étant pas parvenu à sauver le SC Cambuur de la relégation, Bjørn Johnsen est sans contrat à l'été 2023 et décide alors de retourner en K League 1 en signant pour le FC Seoul le 22 juillet 2023.

## Statistiques
| Saison                | Club                  | Championnat           | Championnat | Championnat | Coupe nationale | Coupe nationale | Coupe de la Ligue | Coupe de la Ligue | Compétition(s) continentale(s) | Compétition(s) continentale(s) | Compétition(s) continentale(s) | Séries | Séries | Norvège | Norvège | Total | Total |
| Saison                | Club                  | Division              | M.          | B.          | M.              | B.              | M.                | B.                | Comp.                          | M.                             | B.                             | M.     | B.     | M.      | B.      | M.    | B.    |
| 2011                  | FK Tønsberg           | 2. divisjon           | 10          | 3           | 0               | 0               | -                 | -                 | -                              | -                              | -                              | -      | -      | -       | -       | 10    | 3     |
| 2011-2012             | Antequera CF          | Tercera División      | 13          | 3           | -               | -               | -                 | -                 | -                              | -                              | -                              | -      | -      | -       | -       | 13    | 3     |
| 2012-2013             | Atlético Baleares     | Segunda División B    | 10          | 0           | 1               | 0               | -                 | -                 | -                              | -                              | -                              | -      | -      | -       | -       | 11    | 0     |
| 2013-2014             | Louletano DC          | Campeonato Nacional   | 28          | 10          | 0               | 0               | -                 | -                 | -                              | -                              | -                              | -      | -      | -       | -       | 28    | 10    |
| 2014-2015             | Atlético CP           | LigaPro               | 27          | 14          | 0               | 0               | 4                 | 2                 | -                              | -                              | -                              | -      | -      | -       | -       | 31    | 16    |
| 2014-2015             | PFK Litex Lovetch     | A Group               | 13          | 6           | 2               | 0               | -                 | -                 | -                              | -                              | -                              | -      | -      | -       | -       | 15    | 6     |
| 2015-2016             | PFK Litex Lovetch     | A Group               | 19          | 6           | 4               | 1               | -                 | -                 | C3                             | 2                              | 2                              | -      | -      | -       | -       | 25    | 9     |
| Sous-total            | Sous-total            | Sous-total            | 32          | 12          | 6               | 1               | -                 | -                 | -                              | 2                              | 2                              | -      | -      | -       | -       | 40    | 15    |
| 2016-2017             | Heart of Midlothian   | Premiership           | 34          | 6           | 3               | 1               | -                 | -                 | -                              | -                              | -                              | -      | -      | 2       | 0       | 39    | 7     |
| 2017-2018             | ADO La Haye           | Eredivisie            | 34          | 19          | 1               | 0               | -                 | -                 | -                              | -                              | -                              | 2      | 0      | 4       | 1       | 41    | 20    |
| 2018-2019             | AZ Alkmaar            | Eredivisie            | 22          | 6           | 3               | 1               | -                 | -                 | C3                             | 0                              | 0                              | -      | -      | 7       | 4       | 32    | 11    |
| 2019-2020             | AZ Alkmaar            | Eredivisie            | 0           | 0           | 0               | 0               | -                 | -                 | C3                             | 1                              | 0                              | -      | -      | 0       | 0       | 1     | 0     |
| Sous-total            | Sous-total            | Sous-total            | 22          | 6           | 3               | 1               | -                 | -                 | -                              | 1                              | 0                              | -      | -      | 7       | 4       | 33    | 11    |
| 2019                  | Rosenborg BK (prêt)   | Eliteserien           | 11          | 5           | -               | -               | -                 | -                 | C3                             | 4                              | 1                              | -      | -      | 3       | 0       | 18    | 6     |
| 2020                  | Ulsan Hyundai         | K League 1            | 18          | 5           | 4               | 1               | -                 | -                 | ACL                            | 9                              | 5                              | -      | -      | -       | -       | 31    | 11    |
| 2021                  | CF Montréal           | MLS                   | 25          | 2           | 2               | 0               | -                 | -                 | -                              | -                              | -                              | -      | -      | -       | -       | 27    | 2     |
| 2022                  | CF Montréal           | MLS                   | 0           | 0           | 0               | 0               | -                 | -                 | LCC                            | 0                              | 0                              | 0      | 0      | -       | -       | 0     | 0     |
| Sous-total            | Sous-total            | Sous-total            | 25          | 2           | 2               | 0               | -                 | -                 | -                              | 0                              | 0                              | -      | -      | -       | -       | 27    | 2     |
| 2022-2023             | SC Cambuur            | Eredivisie            | 13          | 4           | -               | -               | -                 | -                 | -                              | -                              | -                              | -      | -      | -       | -       | 13    | 4     |
| 2023                  | FC Séoul              | K League 1            | 0           | 0           | -               | -               | -                 | -                 | -                              | -                              | -                              | -      | -      | -       | -       | 0     | 0     |
| Total sur la carrière | Total sur la carrière | Total sur la carrière | 265         | 83          | 17              | 3               | 4                 | 2                 | -                              | 16                             | 8                              | 2      | 0      | 16      | 5       | 320   | 101   |

## Palmarès
Ulsan Hyundai
- Vainqueur de la Ligue des champions de l'AFC en 2020

 CF Montréal
- Vainqueur du Championnat canadien en 2021

Distinctions individuelles
- Meilleur buteur du Championnat de Géorgie en 2024 avec le Torpedo Koutaïssi